# Brian Vainberg
Brian Vainberg (Buenos Aires, 9 de agosto de 1990) é um ator argentino.

## Trabalhos
- 2000 - Chiquititas como Tok
- 2001 - Chiquititas: Rincón de Luz (Cinema) como Tok
- 2007/2008 - Patito feo como Facundo Lamas Bernardi
- 2010 - Sueña Conmigo como Mauro